# Kościół Podwyższenia Krzyża Świętego w Deszcznie
Kościół pw. Podwyższenia Krzyża Świętego w Deszcznie – rzymskokatolicki kościół parafialny należący do parafii pod tym samym wezwaniem (dekanat Gorzów Wielkopolski – Chrystusa Króla diecezji zielonogórsko-gorzowskiej).

## Architektura
Jest to świątynia wzniesiona w 1892 roku jako zbór protestancki. Budowla jest kościołem halowym i reprezentuje styl neogotycki, poświęcona została w dniu 22 czerwca 1947 roku przez księdza Stanisława Klimma.

## Wyposażenie
W prezbiterium znajduje się ołtarz główny wykonany w 1749 roku, rzeźbiony, reprezentujący styl barokowy, posiadający ornamentykę roślinną; w ołtarzu można zobaczyć obraz olejny (kopia Rubensa), ukazujący Wniebowzięcie Najświętszej Maryi Panny, namalowany na desce przez Else Boettger.

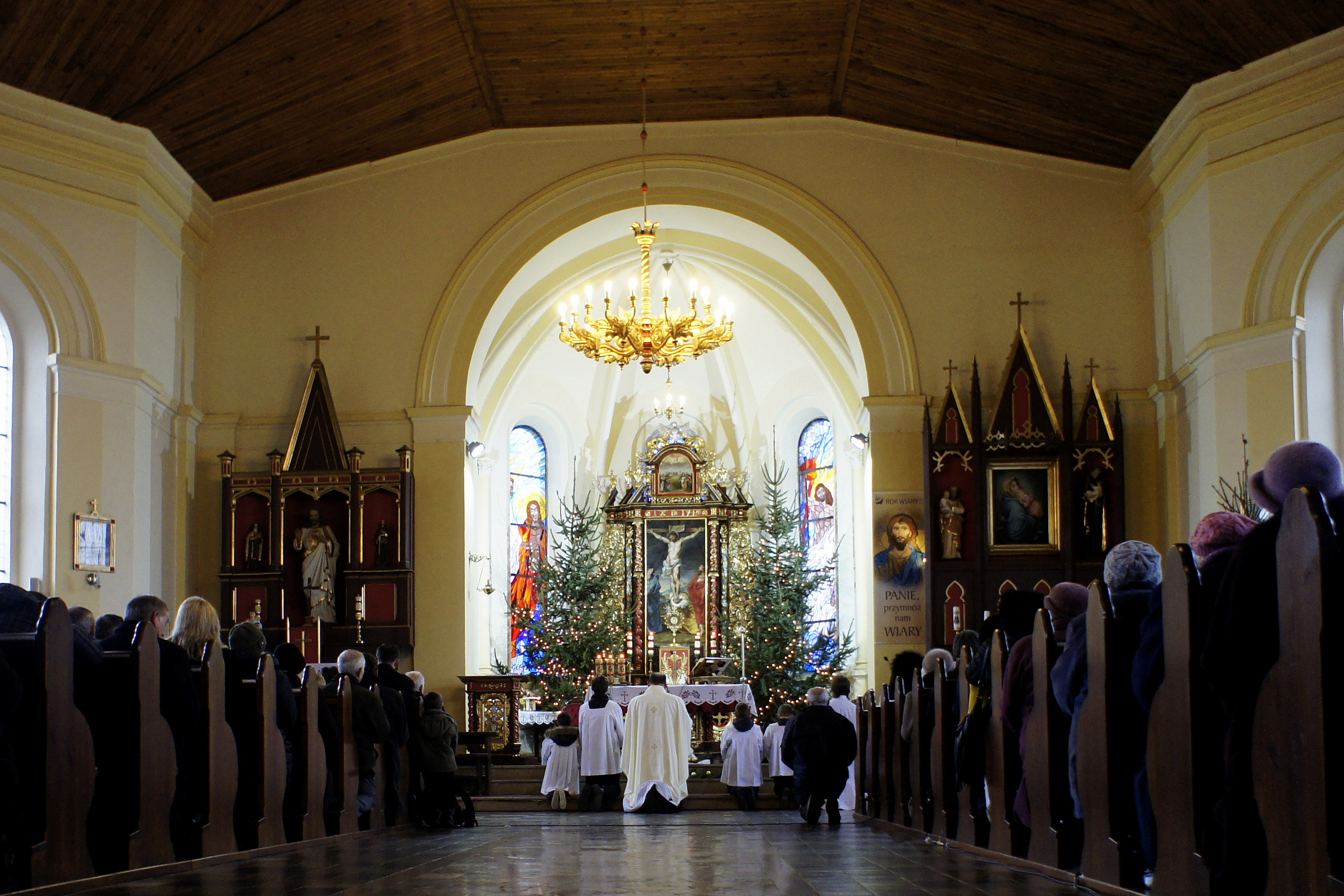
Wnętrze świątyni

Świątynia posiada także dwa ołtarze boczne - jeden jest pod wezwaniem Serca Jezusa, reprezentuje styl gotycki i został poświęcony w 1949 roku, drugi jest pod wezwaniem Matki Bożej, także w stylu gotyckim i poświęcony został w 1955 roku.